# Xã Omaha, Quận Boone, Arkansas
Xã Omaha (tiếng Anh: Omaha Township) là một xã thuộc quận Boone, tiểu bang Arkansas, Hoa Kỳ. Năm 2010, dân số của xã này là 2.267 người.